# 第2次森内閣 (改造 中央省庁再編前)
第2次森改造内閣（だいにじもりかいぞうないかく）は、森喜朗が第86代内閣総理大臣に任命され、2000年（平成12年）12月5日から2001年（平成13年）1月6日まで続いた日本の内閣。
中央省庁再編前の第2次森内閣の改造内閣であり、20世紀と21世紀を跨ぐ内閣でもある。

## 概説
翌2001年（平成13年）1月6日に実施される中央省庁再編を控え、大臣・長官間、政務次官間の兼任が多いのが特徴だが、これは再編により各省大臣等の新たな補職辞令が発出されることを視野に入れたものである。
前内閣が閣僚待望組を多く入れた「滞貨一掃」などと言われたのとは対照的に、首相経験者である橋本龍太郎や、将来のリーダー候補とみなされていた額賀福志郎、町村信孝、高村正彦などを新たに入閣させ、留任の宮澤喜一、平沼赳夫、河野洋平らと合わせて「重量級」の布陣と言われた。他方、2000年（平成12年）11月に起きた加藤の乱の中心となった加藤派・山崎派の議員からは、閣僚や党役員が起用されていない。高村は「森喜朗首相に法相に任じられた。半年前に旧河本派を継承したばかりだったので、閣僚経験のない若手を押し込もうとしたが、森さんは「あなたにぜひ、入ってほしい」と譲らなかった。加藤紘一さんの反乱があった直後の人事だったので、重量級の顔ぶれにしたかったようだ。」と述べている。
首相経験者である宮澤・橋本の2人が閣僚となった。首相経験者が2人閣僚として入閣している内閣は東久邇宮内閣（海軍大臣の米内光政・国務大臣の近衛文麿）以来56年ぶりである。また、自由民主党総裁経験者は3人入閣している。
「加藤の乱」を押さえ込んだ幹事長の野中広務は12月1日、「幹事長として混乱の責任をとる」と辞任を表明。後任には国会対策委員長の古賀誠を推し、森は受け入れた。

## 国務大臣
所属政党・出身
  自由民主党（森派）   自由民主党 （橋本派）   自由民主党（高村派）   自由民主党 （河野G）   自由民主党 （江藤・亀井派）   自由民主党（堀内派）   自由民主党（加藤派）   自由民主党 （山崎派）   自由民主党 （無派閥）   公明党   保守党   中央省庁・民間
| 職名                                          | 氏名 | 氏名              | 所属                               | 特命事項等                                                                           | 備考           |
| --------------------------------------------- | ---- | ----------------- | ---------------------------------- | ------------------------------------------------------------------------------------ | -------------- |
| 内閣総理大臣                                  |      | 森喜朗            | 衆議院 自由民主党 （森派）         |                                                                                      | 自由民主党総裁 |
| 法務大臣                                      |      | 高村正彦          | 衆議院 自由民主党 （高村派）       | 内閣総理大臣臨時代理就任順位第3位                                                    |                |
| 外務大臣                                      |      | 河野洋平          | 衆議院 自由民主党 （河野G）        | 内閣総理大臣臨時代理就任順位第2位                                                    | 留任           |
| 大蔵大臣                                      |      | 宮澤喜一          | 衆議院 自由民主党 （堀内派）       |                                                                                      | 留任           |
| 文部大臣 科学技術庁長官                       |      | 町村信孝          | 衆議院 自由民主党 （森派）         | 国立国会図書館連絡調整委員会委員                                                     |                |
| 厚生大臣 労働大臣                             |      | 坂口力            | 衆議院 公明党                      | 年金問題担当                                                                         |                |
| 農林水産大臣                                  |      | 谷津義男          | 衆議院 自由民主党 （江藤・亀井派） |                                                                                      | 初入閣         |
| 通商産業大臣                                  |      | 平沼赳夫          | 衆議院 自由民主党 （江藤・亀井派） | 国際博覧会担当 内閣総理大臣臨時代理就任順位第4位                                     | 留任           |
| 運輸大臣 建設大臣 北海道開発庁長官 国土庁長官 |      | 林寛子 （扇千景） | 参議院 保守党                      | 新東京国際空港担当 総合交通対策担当 研究・学園都市担当 土地対策担当 首都機能移転担当 | 留任           |
| 郵政大臣 自治大臣 総務庁長官                  |      | 片山虎之助        | 参議院 自由民主党 （橋本派）       |                                                                                      | 初入閣         |
| 内閣官房長官                                  |      | 福田康夫          | 衆議院 自由民主党 （森派）         | 男女共同参画担当 内閣総理大臣臨時代理就任順位第1位                                   | 留任           |
| 国家公安委員会委員長                          |      | 伊吹文明          | 衆議院 自由民主党 （江藤・亀井派） | 危機管理担当                                                                         |                |
| 金融再生委員会委員長                          |      | 柳澤伯夫          | 衆議院 自由民主党 （堀内派）       | 内閣総理大臣臨時代理就任順位第5位                                                    |                |
| 防衛庁長官                                    |      | 斉藤斗志二        | 衆議院 自由民主党 （橋本派）       |                                                                                      | 初入閣         |
| 経済企画庁長官                                |      | 額賀福志郎        | 衆議院 自由民主党 （橋本派）       | 新千年紀記念行事担当 情報通信技術（IT）担当                                          |                |
| 環境庁長官                                    |      | 川口順子          | 民間人                             | 地球環境問題担当                                                                     | 留任           |
| 沖縄開発庁長官                                |      | 橋本龍太郎        | 衆議院 自由民主党 （橋本派）       | 行政改革担当 沖縄担当                                                                |                |
| 国務大臣                                      |      | 笹川堯            | 衆議院 自由民主党 （橋本派）       | 総合科学技術会議担当                                                                 | 初入閣         |

※笹川国務大臣はいわゆる無任所大臣。

## 内閣官房副長官・内閣法制局長官
| 職名           | 氏名 | 氏名       | 担当事項 | 所属等                     |
| -------------- | ---- | ---------- | -------- | -------------------------- |
| 内閣官房副長官 |      | 安倍晋三   | 政務担当 | 衆議院 自由民主党 （森派） |
| 内閣官房副長官 |      | 上野公成   | 政務担当 | 参議院 自由民主党 （森派） |
| 内閣官房副長官 |      | 古川貞二郎 | 事務担当 | 厚生事務次官               |
| 内閣危機管理監 |      | 安藤忠夫   |          | 警察官僚                   |
| 内閣法制局長官 |      | 津野修     |          | 大蔵官僚                   |

## 内閣総理大臣補佐官
| 職名               | 氏名       | 担当事項     | 所属等               |
| ------------------ | ---------- | ------------ | -------------------- |
| 内閣総理大臣補佐官 | 中曽根弘文 | 教育改革担当 | 参議院、江藤・亀井派 |

## 総括政務次官
改造翌日の12月6日発足。
※1999年（平成11年）9月20日、将来の副大臣制度を見据えた政務次官の権限強化に関する法改正があり、同日以降は「○○総括政務次官」（1省庁に複数置かれる場合は筆頭者のみ）と呼称することとなった。この法改正では権限部分のみで官職名までは改められず、閣議での申し合わせという形で「総括」呼称が導入されたため、法的根拠を要する任命辞令には「総括」を含まない正式官職名が使用された。
※最後の政務次官で1か月後に副大臣制へ移行することもあり、閣議での合意に基づきこの中央省庁再編前の第2次森改造内閣のみ政務次官全員に「総括」が冠された。
- 法務総括政務次官 - 長勢甚遠
- 外務総括政務次官 - 荒木清寛、衛藤征士郎
- 大蔵総括政務次官 - 村上誠一郎、若林正俊
- 文部総括政務次官 - 河村建夫
- 厚生総括政務次官 - 桝屋敬悟
- 農林水産総括政務次官 - 松岡利勝、田中直紀
- 通商産業総括政務次官 - 中山成彬、松田岩夫
- 運輸総括政務次官、北海道開発総括政務次官 - 泉信也
- 郵政総括政務次官 - 小坂憲次
- 労働総括政務次官 - 増田敏男
- 建設総括政務次官、国土総括政務次官 - 高橋一郎
- 自治総括政務次官、総務総括政務次官 - 遠藤和良
- 総理府総括政務次官、経済企画総括政務次官 - 坂井隆憲
- 金融再生総括政務次官 - 村井仁
- 防衛総括政務次官 - 石破茂
- 科学技術総括政務次官 - 大野功統
- 環境総括政務次官 - 沓掛哲男
- 沖縄開発総括政務次官 - 仲村正治